# Cartago, Colombia
Cartago är en kommun och stad i Colombia.   Den ligger i departementet Valle del Cauca, i den västra delen av landet, 200 km väster om huvudstaden Bogotá. Antalet invånare i kommunen är 124 831.
Centralorten hade 124 498 invånare år 2008.